# Herbriggen
Herbriggen (walliserdeutsch Herbriggu), früher auch Herbrigen geschrieben, ist eine ganzjährig bewohnte, grosse Haufensiedlung in der Gemeinde St. Niklaus (walliserdeutsch Zaniglas) des Bezirks Visp sowie eine Pfarrgemeinde des Dekanats Visp im Schweizer Kanton Wallis.

## Geographie
Herbriggen liegt 5,5 Kilometer südlich von St. Niklaus Dorf (1120 m ü. M., walliserdeutsch Zaniglas) am rechten Ufer der Mattervispa auf 1260 m ü. M. unterhalb des Nieschfäd (2400 m ü. M.). Der Dorfkern Herbriggens besteht fast ganz aus alten Gebäuden und einer Kirche, der nördliche Teil aus Ökonomiebauten und der südliche Teil aus dem Hotel Bergfreund sowie Wohnbauten.
Der Weiler Mattsand (1230 m ü. M.) ist zwei Kilometer nördlich von Herbriggen zu finden, der Weiler Breitmatten (1280 m ü. M.) zwei Kilometer südlich von Herbriggen. Zwischen Herbriggen und Breitmatten finden sich die Weiler Längmatt (1261 m ü. M.) und Zenachern (1262 m ü. M.). Im Weiler Zenachern sind eine ganze Anzahl mustergültig restaurierte, alte Häuser zu bewundern.
Das auf einer kleinen Weideterrasse gelegene Mattsand liegt am rechten Ufer der Vispa. Die Haufensiedlung wird im Südwesten vom Ausgleichssee und der Vispa begrenzt. 300 Meter nördlicher ist der Weiler Holzji (1237 m ü. M.) zu finden. Im Norden und im Westen liegt der Mattwald.

## Ausgleichssee Mattsand
Seit 1958 wird im Ausgleichssee in Mattsand das Wasser der Vispa gesammelt und über den 12,5 km langen Druckstollen, der im Felsen der linken Flanke des Mattertals entlang läuft, dem Wasserschloss Törbel sowie durch den gepanzerten Druckschacht der Zentrale Ackersand, die sich nördlich von Stalden am Ende des Vispertals befindet, zugeleitet. Der Jungbach nördlich von St. Niklaus Dorf wird seit 2003 über einen Schrägschacht ebenfalls in dieses System eingeleitet.

## Namenkunde
Den Zugang zur Ortschaft bildete früher eine Brücke, daher der Namen Herbriggen (herwärts der Brücke). Der ganze Talboden besteht hier bis zu zwei Metern Tiefe aus Sand, daher der Name des Weilers Mattsand.

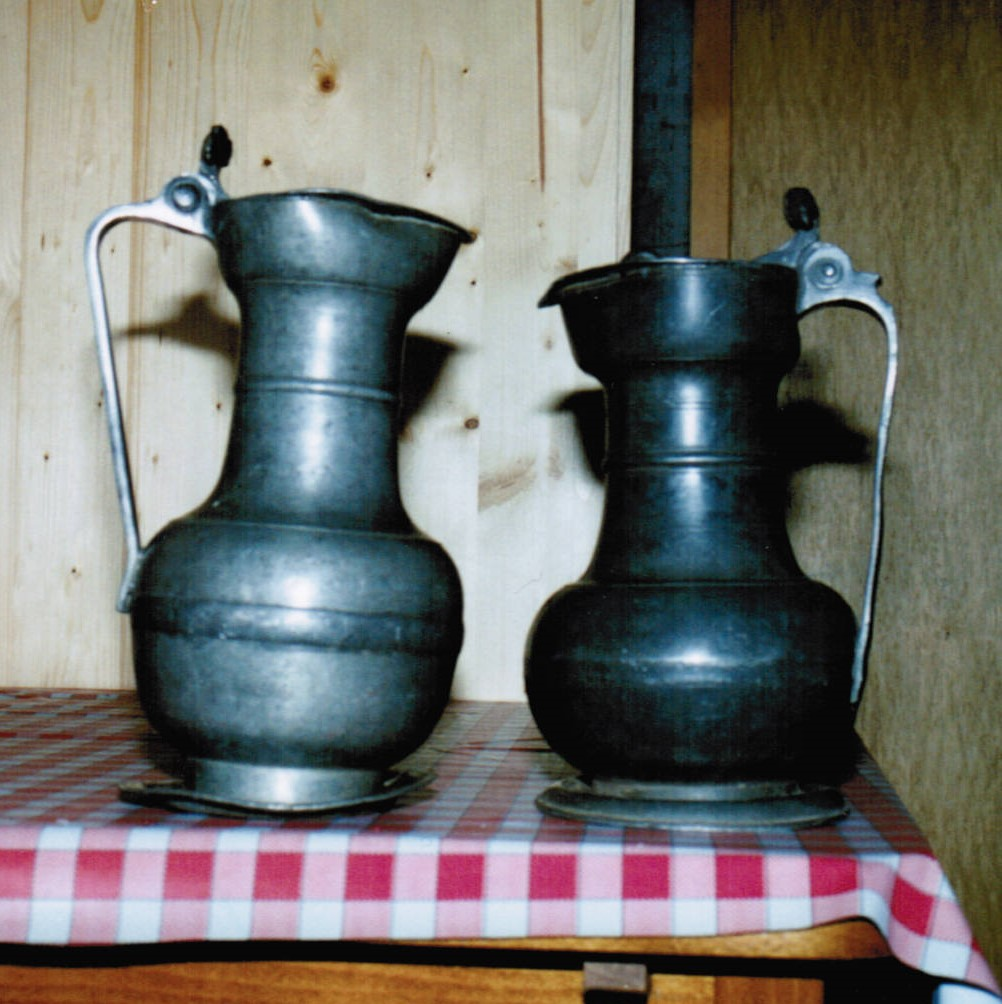
Die zwei noch erhaltenen Zinnkannen der Schützenzunft von Herbriggen aus dem 19. Jahrhundert.

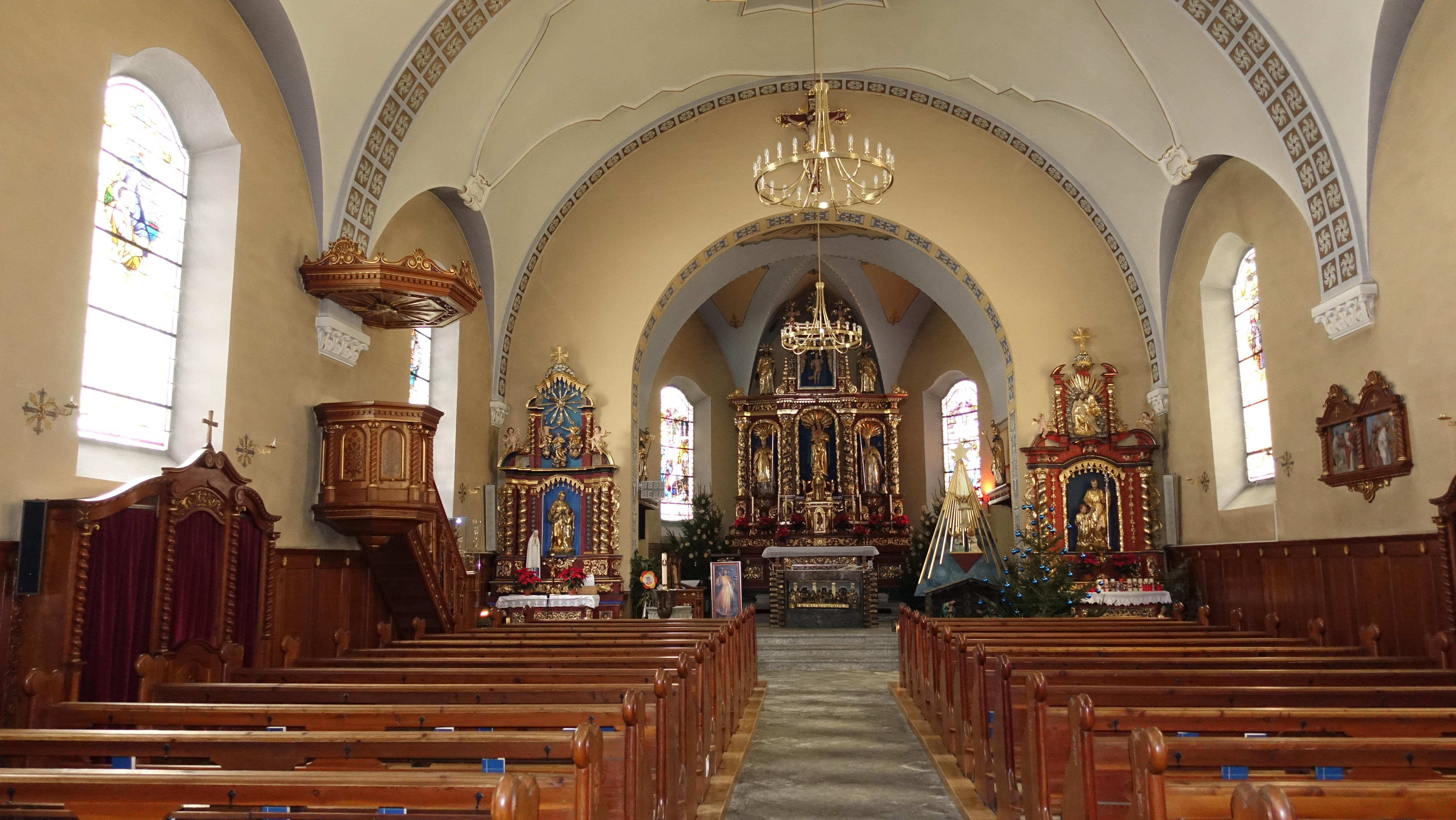
Pfarrkirche Herbriggen

Ehemalige Kapelle von Herbriggen

## Geschichte
Im Jahre 1635 wird über den Bau des Truffer-Hauses auf dem Biel bei Herbriggen berichtet.
Die Schützenzunft von Herbriggen wurde im Jahre 1848 gegründet. Es sind zwei alte Zinnkannen vorhanden. Auf einem der Deckel ist die Jahrzahl 1826 eingraviert.
1865 fusionierten die Gemeinden innere Matt, zu der das heutige Dorf Herbriggen sowie die Weiler Mattsand und Breitmatten gehörten, und äussere Matt, die durch den Blattbach (linke Seite der Mattervispa) und den Grossen Graben (rechte Seite der Vispa) getrennt sind, zur Gemeinde Matt, die sich 1866 mit der damaligen Gemeinde St. Niklaus zusammenschloss.
1870 erhielt Herbriggen eine eigene Post, die 1920 wieder aufgehoben wurde. Seit 1891 ist Herbriggen durch einen eigenen Bahnhof (1253,9 m ü. M.) an das Netz des öffentlichen Verkehrs der Strecke der Brig-Visp-Zermatt-Bahn der Matterhorn-Gotthard-Bahn angebunden. 1967 wurde die moderne breite Autostrasse bis nach Herbriggen fertiggestellt, die den alten schmalen Saumweg ersetzte.
1904 zählte man in Herbriggen zusammen mit dem Weiler Breitenmatten 20 Häuser mit 197 Einwohnern, die sämtlich der römisch-katholischen Konfession angehörten.
Seit 1933 ist Herbriggen eine eigene Pfarrgemeinde mit einer eigenen Pfarrkirche. Das Territorium von Herbriggen weist zudem insgesamt zwei ältere Kapellen auf, nämlich Breitmatten und Mattsand. Wegen Priestermangels betreut die Mutterpfarrei St. Niklaus auch die Pfarrei Herbriggen (Pfarrverband).

## Persönlichkeiten
- Adolf Imboden (1864–1935), Politiker, Advokat, Notar und Richter.
- Hieronymus Lochmatter (1916–1993), Dirigent und Komponist u. a. des bekannten Walliser Marsches.

## Wanderwege und Hochtouren
Von Herbriggen führt ein Weg hinauf auf den Galenberg zum Europaweg in 2581 m ü. M. Dem Europaweg in südlicher Richtung folgend wird die Europahütte (2265 m ü. M.) erreicht. Dort wird der Europaweg vom Domhüttenweg gekreuzt, der zur Domhütte (2940 m) führt.
Über den Europaweg sind zudem in nördlicher Richtung die Bordierhütte (2886 m) und in südlicher Richtung die Täschhütte (2701 m) erreichbar, da deren Hüttenwege ebenfalls den Europaweg kreuzen.
Auf der gegenüberliegenden Talflanke sind der Weisshornweg und die Topalihütte (2674 m ü. M.) von Herbriggen über Mattsand, Schwiedernen und den Topaliweg zu erreichen, wobei man von Herbriggen Richtung Westen in 1239 m ü. M. die Vispa nach Tumigen quert und sich dann Richtung Norden, also Tal auswärts, am Sportplatz von Herbriggen vorbei über den Tummigbach und links am Ausgleichssee herum zur kleinen Strasse begibt, die zur Kapelle Schwiedernen (1164,4 m ü. M.) führt.
Von Herbriggen in Richtung Süden, also Richtung Tal einwärts, ist auch Randa (1406 m ü. M., in rund zweieinhalb Stunden) erreichbar. Dabei überquert der Weg in westlicher Richtung vom Bahnhof (1253,9 m ü. M.) die Vispa. Dann geht er über den Weiler Zenachern (1262 m ü. M.) zum Weiler Breitmatten (1280 m ü. M.). Beim Weiler Breitmatten quert der Weg wieder die Vispa und führt dann weiter durch den Birchwald und über dem Birchbach unterhalb des Bergsturzes nach Randa. Den Weg weiter verfolgend kommt man über Rötiboden und Jatz zur Weisshornhütte (2932 m ü. M.).